# Куйлюк (станция метро)
Куйлюк (узб. Qo'yliq) — станция Ташкентского метрополитена. Открыта для пассажиров 30 августа 2020 года в составе первого участка линии Тридцатилетия независимости Узбекистана. Расположена между станциями «Янгиобод» и «Матонат». 
Станция «Куйлюк» до 25 апреля 2023 года была конечной.

## История
Строительство станции началось 1 октября 2017 года.
Располагается в Бектемирском районе, на пересечении «Ташкентской кольцевой автомобильной дороги» с «Ферганским» и «Бектемирским» шоссе.
К 20 марта 2020 года строительство станции было завершено.
Станция запущена в эксплуатацию 30 августа 2020 года. Некоторое время после открытия станция носила временное название «7-бекат» (узб. 7-bekat). 9 августа 2023 года, после опросов жителей города, станция официально получило название «Куйлюк».
Станция получила своё название по одноимённому жилому массиву и рынку, вблизи которых она расположена.

## Характеристика
Станция : наземная, крытая, с островным расположением платформы.